# Aglaia multinervis
Aglaia multinervis är en tvåhjärtbladig växtart som beskrevs av C.M. Pannell. Aglaia multinervis ingår i släktet Aglaia och familjen Meliaceae. Inga underarter finns listade i Catalogue of Life.